# Democrazia Corinthiana
(Sócrates)
La Democrazia Corinthiana (in portoghese: Democracia Corinthiana) è stato un movimento ideologico dei primi anni ottanta in Brasile che interessò la società di calcio del Corinthians. Fu un modo innovativo e non gerarchico di gestire un club calcistico, nonché una delle azioni più importanti nella lotta contro la dittatura in Brasile e una sfida al governo militare. Era una cellula politica idealista e organizzata, che combatteva contro il modo autoritario con cui la dirigenza del club controllava i suoi giocatori, una metafora del modo in cui il paese era governato dai militari.
Il movimento nacque grazie al colto centrocampista Sócrates, al terzino Wladimir ed al centravanti Walter Casagrande.  
Con il consenso del presidente del club Waldemar Pires, i giocatori presero il controllo della gestione del Corinthians. 
Sócrates, insieme al compagno di squadra Wladimir, riuniva i giocatori per discutere e poi votare con una semplice alzata di mano su tutte le questioni che li riguardavano: da cose semplici, come decidere l'ora del pranzo, all'abolizione della concentração, una pratica comune in Brasile dove i giocatori venivano rinchiusi in albergo per giorni e sottoposti a indottrinamenti politici.
Una delle decisioni più importanti che fu presa, nel 1982, fu quella di stampare la scritta «Dia 15 vote» («Il 15 vota») sul retro delle loro magliette per motivare i tifosi a votare nelle prime elezioni multipartitiche brasiliane dal colpo di stato militare del 1964.
Il movimento inizia nel 1982 e termina nel 1984, il Corinthians in quegli anni salì dalla Serie B e vinse ben due campionati paulisti: 1982 e 1983. Nel 1984, Sócrates ebbe un'offerta dalla Fiorentina, ma promise che sarebbe rimasto al Corinthians se il Congresso avesse approvato l'emendamento costituzionale introdotto da Dante de Oliveira, che avrebbe ripristinato le elezioni dirette per il presidente del Brasile. Poiché la modifica non passò, nonostante i suoi desideri, il leader più importante della Democrazia Corinthiana lasciò San Paolo e il suo addio decretò, di fatto, la fine del movimento.
Il movimento ebbe l'appoggio di artisti e intellettuali, come il direttore creativo Washington Olivetto, che coniò il termine Democracia Corinthiana.